# Nossa Senhora dos Desamparados
Nossa Senhora dos Desamparados é um dos apelativos pelo qual a Igreja Católica venera Maria segundo o culto de hiperdulia. Nossa Senhora dos Desamparados é também conhecida como Virgem dos Desamparados. 

## História
O título de Nossa Senhora dos Desamparados é devido a alguns acontecimentos que ocorreram em Valência no século XV.

### A criação do título
Diz-se que, no início do século XV, um padre da cidade, o padre Jofré, andava por uma rua, quando encontrou uns jovens praticando atos violentos contra um deficiente mental, que em um surto agredia algumas pessoas que estavam passando pelo local. O padre interrompeu o que os jovens faziam. Triste com o preconceito que o povo tinha daqueles com algum tipo de deficiência, pensou em fundar uma instituição para apoiá-los. Auxiliado por algumas pessoas, construiu um abrigo com uma capela, a qual dedicou a Nossa Senhora, sob o título de Nossa Senhora dos Desamparados.

### A imagem
Tempos depois, em 1414, o padre Jofré percebeu que eles precisavam de uma imagem para enfeitar o altar da capela, e isto estava em falta. Porém, três jovens peregrinos que passavam pela cidade haviam batido à porta de um confrade, peregrinos esses que disseram ser escultores e poderem esculpir uma imagem de Nossa Senhora para a instituição. Abrigou-os num lugar isolado de maneira que ninguém os visitasse durante três dias. E, nesses três dias, a imagem ficou pronta. Quatro dias depois, conforme combinado, o padre Jofré foi ao lugar aonde os jovens peregrinos haviam ficado esculpindo a imagem da Virgem dos Desamparados. Porém, não havia ninguém lá, somente uma linda imagem de Nossa Senhora segurando o menino Jesus. Os jovens peregrinos, que haviam desaparecido misteriosamente, passaram a ser considerados anjos. A imagem tem uma curvatura nas costas, é que a mesma foi originalmente colocada sobre os caixões dos executados na posição reclinada com um travesseiro sob a cabeça. Quando em repouso em sua capela, ela foi colocada de pé e tomou a posição de que hoje podemos observar. Apesar da curvatura peculiar de sua imagem para frente dá a sensação de que a Virgem olha para as pessoas que se prostram aos seus pés. 

### O milagre
A esposa do confrade anfitrião, uma mulher cega e paralítica, foi a primeira a ver a imagem e, repentinamente, curou-se e passou a ver e andar. A notícia do milagre se espalhou pela cidade e logo muitos deficientes foram ao local, também estes conseguindo cura, por intermédio de Nossa Senhora dos Desamparados. Dois séculos depois, em 1667, a imagem foi transferida para uma igreja construída em sua honra e até hoje existe a confraria de Nossa Senhora dos Desamparados, instituição de apoio aos pobres, doentes e necessitados.

## Ligações Externas
- Página sobre Nossa Senhora dos Desamparados
- Archivo Real Archicofradía y Basílica de Nª Sª de los Desamparados de Valencia (Biblioteca Valenciana)